# Ilex cochinchinensis
Ilex cochinchinensis — вид квіткових рослин з родини падубових.

## Морфологічна характеристика
Це вічнозелене дерево ≈ 15 метрів заввишки. Кора сіра чи сіро-бура. Гілочки червоно-бурі, поздовжньо-моршкуваті. Прилистки дрібні. Ніжка листка 7–10 мм, гола. Листова пластина абаксіально (низ) зеленувата, адаксіально насичено-зелена, блискуча, еліптична, видовжено-еліптична, видовжено-ланцетна або зворотно-ланцетна, 6–16 × 3–4.5 см, обидві поверхні голі, основа тупа чи клиноподібна, край цільний, верхівка загострена. Плід червоний, кулястий, 5–7 мм у діаметрі. Квітне у лютому — квітні; плодить у травні — грудні.

## Поширення
Ареал: Камбоджа, пд.-сх. Китай, Хайнань, Тайвань, В'єтнам. Населяє густі ліси, змішані ліси, береги струмків, долини; середні висоти.